# Highcroft Racing
Highcroft Racing – amerykański zespół wyścigowy, założony w 1989 roku przez amerykańskiego kierowcę wyścigowego Duncana Daytona. Obecnie zespół startuje w wyścigach samochodów historycznych. W przeszłości ekipa pojawiała się także w stawce 24-godzinnego wyścigu Le Mans, American Le Mans Series oraz Formuły Ford (USF2000 National Championship. Siedziba zespołu znajduje się w Danbury w Connecticut.

## Sukcesy zespołu
- American Le Mans Series

2009 (LMP1) - Acura ARX-02a (David Brabham, Scott Sharp)
2010 (LMP) - Honda ARX-01c (David Brabham, Simon Pagenaud)